# Мали Кртиш
Мали Кртиш (слч. Malý Krtíš) насељено је мјесто са административним статусом сеоске општине (слч. obec) у округу Вељки Кртиш, у Банскобистричком крају, Словачка Република.

## Становништво
| Година:    | 1994. | 2004.   | 2014.    | 2024.    |
| ---------- | ----- | ------- | -------- | -------- |
| Број људи: | 432   | 446     | 532      | 465      |
| Разлика:   |       | +3,24 % | +19,28 % | -12,59 % |

| Година:    | 2023. | 2024.   |
| ---------- | ----- | ------- |
| Број људи: | 468   | 465     |
| Разлика:   |       | -0,64 % |

Према подацима о броју становника из 2011. године насеље је имало 523 становника.